# Небојша Ђукелић
Небојша Ђукелић (Београд, 6. јануар 1947 — Београд, 22. октобар 1996) је био југословенски и српски филмски новинар, критичар и уредник, те вишегодишњи селектор ФЕСТ-а. Током 80-их година 20. века у бившој Југославији је био једно од најпознатијих ТВ лица.

## Биографија
Завршио је Другу београдску гимназију и за то време се бавио кошарком у јуниорском тиму Црвене звезде. На Електротехничком факултету у Београду је 1970. године апсолвирао, а 1975. је дипломирао филмску и ТВ режију на Факултету драмских уметности.
Одмах по дипломирању био је асистент редитеља у ТВ серији Повратак отписаних.
Новинарску каријеру је почео у београдском Студентском културном центру где је од 1976. до 1979. био уредник филмског програма. У другој половини 70-их је интензивно писао филмске критике за Други програм Радио Београда, где је био и спикер.
Од 1978. до 1990. на ТВ Београд је водио познате Хронике Феста, а од 1988. до 1992. гледани програм Фестовизија који се потом претворио у Трећи канал РТС-а. Од 1990. до 1992. био је селектор ФЕСТ-а. Био је главни аутор, уредник и водитељ ТВ серијала Покретне слике, Петком у 22 и Модерна времена.
Током каријере је извештавао са филмских фестивала у Кану, Берлину, Венецији, Москви, Валенсији, Монтреалу (такође и члан жирија), Лондону, Токију, Пули, Нишу... где је направио интервјуе са неким од највећих филмских аутора данашњице: Џоном Хјустоном, Федериком Фелинијем, Бернардом Бертолучијем, Акиром Куросавом, Романом Поланским, Сиднијем Луметом, Питером Виром, Варнером Херцогом, Клинтом Иствудом, Мелом Гибсоном, Џимом Џармушем, Никитом Михалковим...
Паралелно са послом на телевизији и радију, писао је и за штампу. Филмске критике, есеје и интервјуе је објављивао у листовима и часописима као што су Политика, Старт, НИН, Синеаст, Филмске свеске, Филмограф, Екран, Видици...
Током 1987. године боравио је на професионалном усавршавању у САД.
Осим филмом, бавио се читавим низом сродних области: сателитском и кабловском телевизијом, видеом, рекламном индустријом, теоријом медија, компјутерима, а највише шахом. Био је активни шахиста, те аутор преко 50 емисија о шаху у којима је, између осталог, емитовао интервјуе са Робертом Фишером, Борисом Спаским, Гаријем Каспаровим, Анатолијем Карповом...
Током 90-их је био креативни директор у маркетиншкој агенцији Ogilvy & Mather, те копирајтер за рекламне кампање у фирмама Satchi & Satchi, Profile, Idea Plus и Спектра.
Био је аутор и водитељ квиза Првих 100 година (1994/95) који је био посвећен обележавању првог века филмске уметности.
Последњу годину рада на РТС-у провео је као одговорни уредник за страни програм и посебне медијске пројекте.
Преминуо је 22. октобра 1996. године.
Оба његова сина, Милош и Владимир, данас су филмски редитељи.

## Признања
Награда на Југословенском фестивалу тржишних комуникација, Порторож, 1987.
Орден заслуга за народ - Београд, 1988.
Плакета Југословенске кинотеке 2004, постхумно.
Удружење филмских новинара и критичара Београда у знак сећања на Небојшу Ђукелића је 2002. установило награду за најбољи филм ФЕСТ-у која носи његово име.
Октобра 2013. године Скупштина Београда је донела одлуку да Небојша Ђукелић добије улицу у Београду на територији општине Чукарица.